# Angophora melanoxylon
Angophora melanoxylon är en myrtenväxtart som beskrevs av Ferdinand von Mueller och Richard Thomas Baker. Angophora melanoxylon ingår i släktet Angophora och familjen myrtenväxter. Inga underarter finns listade i Catalogue of Life.